# 어은금
어은금은 조선민주주의인민공화국에서 발명되고 연주되는 현악기이다. 비파라는 한국의 전통 악기가 1960년대에 변화한 것이다.